# Pietro Andolfati
Pietro Andolfati (Milano, 1750 – Piacenza, 1828 o 1830) è stato un attore teatrale italiano.
Esponente di una famiglia di attori attivi tra il Settecento e la prima metà dell'Ottocento, ebbe grande fama ai suoi tempi. Furono attori il padre Bartolomeo, la madre Teresa e le cinque sorelle, la più nota delle quali fu Gaetana. Avviato inizialmente agli studi giuridici da uno zio sacerdote, li abbandonò per divenire attore teatrale, nel ruolo di "amoroso", nella compagnia di Pietro Rossi, e successivamente a Firenze in quella di Giovanni Roffi; dal 1781 diede vita ad una propria compagnia che recitava nel Teatro del Cocomero di Firenze (oggi Teatro Niccolini), di cui sarebbe stato direttore fino al 1792. In seguito fu chiamato alla direzione dell'Accademia dei filodrammatici di Milano. Tornò a recitare nel 1820, nella compagnia diretta dal figlio Giovanni. Morì, probabilmente a Piacenza, nel 1828 (o nel 1830).
Tra i suoi lavori si annoverano numerose traduzioni e adattamenti di opere teatrali francesi e spagnole, messe in scena dalla sua compagnia, molte delle quali raccolte in due volumi dal titolo Le Rappresentazioni teatrali di Pietro Andolfati, pubblicati nell'ultimo periodo della sua permanenza a Firenze (1791-1792).
Fu anche autore di tragedie, delle quali sono ricordate:
- Congiura di Mustafà Bassà di Rodi contro i Cavalieri Maltesi, ovvero le glorie della religione di Malta, pubblicata a Bologna nel 1779
- Elaide, pubblicata a Roma nel 1801
- Il Disertore Tedesco